# Kraj elekcji
Elekcja, Kraj elekcji (fr. Pays d'élection) – okręg generalny we Francji ancien régime’u, w którym władzę fiskalną z ramienia Stanów Generalnych wykonywało trzech elektów, po jednym z każdego stanu, podległych czterem centralnym generałom finansowym.

Kolorem białym oznaczono kraje elekcji, 1789 r.

Nazwa elekcja wywodzi się od samego aktu wyboru przedstawicieli przez Stany Generalne – fr. élection. Instytucja elektów, charakterystyczna dla dualnego (królewskiego i stanowego) systemu podatkowego francuskiej monarchii stanowej, pozostawała martwa w późniejszym okresie monarchii absolutnej w wyniku niezbierania się Stanów Generalnych w latach 1614-1789.
Obok krajów elekcji funkcjonowały kraje stanów (fr. pays d'états), jak Bretania czy Burgundia, w których stanową część reżimu podatkowego regulowały normy partykularne, pochodzące od lokalnych Stanów Prowincjonalnych. Niektóre kraje, jak Franche-Comté, pozostawały obciążone podatkiem bezpośrednio (fr. pays d'imposition).